# 广州广播电视台移动频道
广州广播电视台移动频道，简称广州移动频道，是广州广播电视台属下的闭路兼加密频道，主要播放新闻、资讯、生活、健康等节目，播放语言主要是普通话和粤语。
频道主要在07:00～07:30转播广州电视台综合频道的广州早晨；12:30～13:15转播广州电视台综合频道的午间新闻；18:00～18:30转播广州电视台综合频道的广视新闻；22:30～23:00转播广州电视台综合频道的夜间新闻（限DTMB 634MHZ GZTVM02播放）。在10:00～22:00期间，每隔1小時就转播广州电视台新闻频道的正点报道节目（现已取消）。其它时段多数都围绕资讯和生活、健康节目为主。

## 频道历史
2003年3月1日，由于广州数字电视正式开播，频道率先在巴士正式上线而开播。初期只限有珠江宽频和巴士、的士內做电视广播业务来传递信息。2005年因珠江数码机顶盒推出而加开一个频谱，2007～2009年广州市区（除白云区外）从模拟信号转成数码信号后才多了這个台接收。
它开播之后分开机顶盒版和巴士版、的士版来播放。直到2017年3月底，频道播出范围只剩下广州地区的巴士版，原先珠江宽频和甜果时光版先后改成转播广州电视台综合频道的节目（现已取消该频道节目改为环球购物频道替代），网上直播除巴士版外，其他信号先改成无声音和图像的画面，几日后再切断了直播信号。实际上，该移动电视频道并未获广电总局许可。